# 中国警阶
中國警銜介绍中国警察警銜制度的历史和现状。

## 清朝
- 上等第一级：庭丞
- 上等第二级：总务处会事
- 上等第三级：会知事
- 中等第一级：五品警官
- 中等第二级：六品警官
- 中等第三级：七品警官
- 次等第一级：八品警官
- 次等第二级：九品警官
- 次等第三级：一、二、三等巡官
- 巡长
- 巡警

## 中华民国

### 北洋政府時期
- 依文官制度分為特任、簡任、薦任、委任四等（前三者稱為「警官」，委任稱為「長警」）。
- 警官除內務部警官外，分為京師警察廳警官和地方警察廳警官兩類。
- 京師警察廳警官分總監、督察長、處長、隊長、警正、署長、署佐、分隊長等八級。
- 地方警察廳警官分為廳長、督察長、科員、署員等四級。
- 長警分為巡官、巡長、巡警三級。

### 大陆時期
- 與北洋政府的劃分及稱呼不同，區分為「警官」及「警士」。
- 1928年警官改為簡任（二等四級）、薦任（二等五級）及委任（三等七級），警士分警長、一等警士、二等警士、三等警士等四級。
- 鐵路警察不稱「警士」，稱「警兵」，分一等巡兵、二等巡兵、三等巡兵等三級。
- 1934年區分為「警官」、「長警」兩類，警官依文官制度分為特任（一級）、簡任（八級）、薦任（十二級）、委任（十六級）四等，長警分警長（三級）及警士（三級）共二等。

### 遷台後
1949年國共内战战败，中華民國政府遷至台北，逐步实行新的警衔制度。
- 依據《警察人員人事條例》第5條：「警察官等分為警監、警正、警佐。警監官等分為特、一、二、三、四階，以特階為最高階；警正及警佐官等各分一、二、三、四階，均以第一階為最高階。」就制度上而言，所有的警察都是「警察官」，即「警察人員」之義。
- 警階之配掛必須配合警察人員陞遷辦法中之全國警察機關升遷序列表之職務配階。
- 中華民國警察於胸前的配階為「職務配階」而非「官等配階」，乃是「官職分立」的特色。

### 官等
區分：警監、警正、警佐（由高至低）。
- 警監：警察大學畢業或訓練合格，再經警察人員三等特考及格，晉升達一定職務（三線一星），由內政部遴任或報請行政院遴任。
- 警正：警察大學、警察專科學校畢業或訓練合格後，經警察人員三等特考及升官等考試，佐升正訓練及格後遴任。
- 警佐：警察大學、警察專科學校畢業或訓練合格後，經警察人員四等特考及格後遴任。

### 職務
依內、外勤及專業單位區分，同階中有不同職稱區分。
| 職務序列 |                                                      | 第一序列                                                                 | 第二序列                                                                       | 第三序列                                                                                                 | 第四序列                                                                                           |
| 階級識別 |                                                      |                                                                          |                                                                                | | |
| 職 務    | 警政署署長、中央警察大學校長。                       | 警政署副署長、直轄市警察局長、中央警察大學副校長、臺灣警察專科學校校長。 | 警政署主任秘書、刑事警局長、國道警局長、航空警局長、鐵路警局長、保警總隊長等。 | 警政署組長、主任、直轄市副局長、主任秘書、縣市警察局長、警專教育長、保警總隊副總隊長、港務警察總隊長等。 | 警政署科長、直轄市分局長、大隊長、督察長、直轄市局級主任、縣市警局副局長、港務警察總隊副總隊長等。 |
| 官等官階 | 警監特階                                             | 警監二階至警監一階                                                       | 警監四階至警監二階                                                             | 警正二階至警監二階                                                                                       | 警正二階至警監四階                                                                                 |
| 職務序列 | 第五序列                                             | 第六序列                                                                 | 第七序列                                                                       | 第八序列                                                                                                 | 第九序列                                                                                           |
| 階級識別 |                                                      |                                                                          |                                                                                | | |
| 職 務    | 直轄市副分局長、縣市主任秘書、督察長、分局長等。     | 警政署警務正、直轄市警察局股長、分局組長、偵查隊長、縣市副分局長。       | 縣市分局組長、主任、偵查隊長、警備隊長、中隊長、督察員等。                     | 警務員、偵查員、派出所所長等。                                                                           | 巡官、分隊長、派出所所長（副所長）等。                                                             |
| 官等官階 | 警正二階至警正一階                                   | 警佐一階至警正二階                                                       | 警佐一階至警正三階                                                             | 警佐一階至警正三階                                                                                       | 警佐一階至警正三階                                                                                 |
| 職務序列 | 第十序列                                             | 第十一序列                                                               |                                                                                | | |
| 階級識別 |                                                      |                                                                          |                                                                                | | |
| 職 務    | 巡佐、警務佐、小隊長、偵查佐、派出所所長、副所長等。 | 警員、隊員、偵查員、派出所副所長等。                                     |                                                                                | | |
| 官等官階 | 警佐二階至警正四階                                   | 警佐三階至警正四階                                                       |                                                                                | | |

註：目前中華民國警察人員警察四等特考及格並經遴任後，即授與警佐三階官等官階，警佐四階已成歷史。

## 中华人民共和国
1949年，中华人民共和国接掌全国政权，改採新的警衔体制，自1949年至今有众多变化。
中国大陆现行的警衔同时使用两大体系：人民警察作为职业警察，则实行与解放军截然不同的警衔制度。而中国人民武装警察部队作为国家宪兵，实行与中国人民解放军军衔类似的衔级设置。

### 人民武装警察
中国人民武装警察部队的警衔与中国人民解放军军衔类似但有所不同。

#### 等级及资格
将官（金色松叶，加金星）
1. 武警一级上将（设而未授，1994年取消）；
2. 武警上将（中国人民武装警察部队司令员、政治委员）； 三颗金星
3. 武警中将（大军区正职，大军区副职，正军职）； 二颗金星
4. 武警少将（大军区副职，正军职，副军职，正师职）；一颗金星

校官（两杠）
1. 武警大校（副军职，正师职，副师职／正旅职）；两杠四星
2. 武警上校（副师职／正旅职，正团职／副旅职）； 两杠三星
3. 武警中校（正团职／副旅职，副团职，正营职）； 两杠二星
4. 武警少校（副团职，正营职，副营职）；两杠一星

尉官（一杠）
1. 武警上尉（副营职，正连职，副连职）； 一杠三星
2. 武警中尉（正连职，副连职，排职）；一杠二星
3. 武警少尉（排职）。一杠一星

学员
1. 武警学员（排职待遇）；光板肩章，后改为一杠无星[1]

#### 授予权限
现行的武警警衔于1988年实行，初设为6等17级。在首次授衔中，截至1988年年底，解放军全军各级军官58.7万余人，文职干部14.7万余人都获得了军衔。其中，中央军事委员会共批准授予上将17人，中将146人，少将1279人；校官17.8万余人；尉官48.8万人。同时，武警部队也单独举行了授衔仪式。。

1993年将士兵警衔由3等6级增设为3等9级，1994年取消一级上将衔，1999年将士兵警衔由3等9级精简为2等8级，2009年又改为2等9级，现行警衔分为5等19级：
中国人民武装警察部队的警衔与中国人民解放军军衔类似。1999年12月1日起，根据第二次修改的《中国人民解放军士兵服役条例》，武警设士官（志愿兵役制士兵）和兵（义务兵役制士兵）2等8级，即六至一级士官、上等兵和列兵警衔。

#### 警衔标志
| 北约等级 | OF-10  | OF-9     | OF-8     | OF-7     | OF-6     | OF-5     | OF-4     | OF-3     | OF-2     | OF-1     | OF-1     | OF-D     |
| -------- | ------ | -------- | -------- | -------- | -------- | -------- | -------- | -------- | -------- | -------- | -------- | -------- |
| 肩章     | 未设置 |          |          |          |          |          |          |          |          |          |          |          |
| 领章     | 未设置 |          |          |          |          |          |          |          |          |          |          |          |
|          |        | 武警上将 | 武警中将 | 武警少将 | 武警大校 | 武警上校 | 武警中校 | 武警少校 | 武警上尉 | 武警中尉 | 武警少尉 | 武警学员 |

| 北约等级 | OR-9           | OR-8           | OR-7           | OR-6           | OR-5     | OR-4     | OR-3     | OR-2       | OR-1     |
| -------- | -------------- | -------------- | -------------- | -------------- | -------- | -------- | -------- | ---------- | -------- |
| 肩章     |                |                |                |                |          |          |          |            |          |
| 领章     |                |                |                |                |          |          |          |            |          |
|          | 武警一级警士长 | 武警二级警士长 | 武警三级警士长 | 武警四级警士长 | 武警上士 | 武警中士 | 武警下士 | 武警上等兵 | 武警列兵 |

##### 警官警衔
警官警衔冠以“武警”；专业技术警官警衔冠以“武警专业技术”。
1. 将官
  1. 武警上将
  2. 武警中将
  3. 武警少将
2. 校官
  1. 武警大校
  2. 武警上校
  3. 武警中校
  4. 武警少校
3. 尉官
  1. 武警上尉
  2. 武警中尉
  3. 武警少尉

##### 士兵警衔
1. 高级士官
  1. 武警一级警士长
  2. 武警二级警士长
  3. 武警三级警士长
2. 中级士官
  1. 武警四级警士长
  2. 武警上士
3. 初级士官
  1. 武警中士
  2. 武警下士
4. 兵
  1. 武警上等兵
  2. 武警列兵

### 澳门特区警察
治安警察局的警銜從高至低分為：
1. 指揮部：
  1. 警務總監；
  2. 副警務總監
2. 高級職程：
  1. 警務總長；
  2. 副警務總長；
  3. 警司；
  4. 副警司
3. 基礎職程：
  1. 警長；
  2. 副警長；
  3. 首席警員；
  4. 一等警員；
  5. 警員